# 坎庫佐省
坎庫佐省是布隆迪17省之一，位於該國東部，省會坎庫佐，北臨穆因加省，東面是坦桑尼亞，南接魯伊吉省，西毗卡魯濟省，面積1,965平方公里，2011年居民人數約210,000。